# Mizra
Mizra (hebrejsky מִזְרָע‎, anglicky Mizra) je vesnice typu kibuc v Izraeli, v Severním distriktu, v Oblastní radě Jizre'elské údolí.

## Geografie
Leží v nadmořské výšce 103 metrů na severním okraji Jizre'elského údolí, které dál k východu plynule přechází do údolí Bik'at Ksulot, nedaleko od pahorků Dolní Galileji (Harej Nacrat, Nazaretské hory). Východně od obce prochází vádí Nachal Adašim. Severně od vesnice je to vádí Nachal Mizra.
Vesnice se nachází v oblasti s intenzivním zemědělstvím, cca 4 kilometry severně od města Afula, 4 kilometry jihovýchodně od města Migdal ha-Emek, cca 80 kilometrů severovýchodně od centra Tel Avivu a cca 33 kilometrů jihovýchodně od centra Haify. Mizra obývají Židé, přičemž osídlení v tomto regionu je převážně židovské. Aglomerace Nazaretu, kterou obývají převážně izraelští Arabové, ale začíná jen cca 3 kilometry severním směrem.
Mizra je na dopravní síť napojen pomocí severojižní dálnice číslo 60 Afula-Nazaret, ze které poblíž obce vybíhá k západu dálnice číslo 73.

## Dějiny
Mizra byl založen v roce 1923, na svátky Chanuka. Jménem navazuje na místní jméno připomínané zde ve středověkých pramenech. Možná odkazuje na zdejší vádí (Nachal Mizra – נחל מזרע), možná na nějakou usedlost (Chavat Mizra – חוות מזרע). Přesný původ tohoto jména je ale nejasný.
Zakladateli kibucu byli Židé původem z Německa, kteří do tehdejší mandátní Palestiny přišli v rámci třetí aliji. Osada zpočátku čelila nedostatku vody, která se musela dovážet z vesnice Balfourija.
Ve 40. letech 20. století byla vesnice jedním z center aktivit židovských jednotek Palmach až do britské razie roku 1946 (Černá sobota). Roku 1949 měl Mizra 415 obyvatel a rozlohu katastrálního území 4200 dunamů (4,2 kilometrů čtverečních).
Ekonomika obce je založena na zemědělství a průmyslu. V roce 1957 tu byla založena potravinářská firma Ma'adanej Mizra (מעדני מזרע), která se pak stala významným podnikem na produkci masných výrobků. Po dlouhou dobu šlo o téměř jediného producenta vepřového masa v Izraeli, což se změnilo počátkem 90. let 20. století s příchodem masivní přistěhovalecké vlny Židů ze SSSR. Ekonomické výsledky firmy se pak kvůli zostřené konkurenci zhoršily a kibuc musel prodat její většinový podíl řetězci Tiv Ta'am.
V obci fungují zařízení předškolní péče o děti. Základní škola je v kibucu Merchavija. Je tu k dispozici společná jídelna, zubní a lékařská ordinace a knihovna. Turistický ruch se soustřeďuje okolo zdejšího hotelu נוף תבור – Nof Tavor.
Nedaleko kibucu, při dálnici číslo 60, se nachází administrativní centrum Oblastní rady Jizre'elské údolí. Stojí tu také areál vysoké školy המכללה האקדמית עמק יזרעאל – Max Stern Academic College of Emek Yezreel.

## Demografie
Obyvatelstvo kibucu Mizra je sekulární. Podle údajů z roku 2014 tvořili naprostou většinu obyvatel v Mizra Židé (včetně statistické kategorie "ostatní", která zahrnuje nearabské obyvatele židovského původu ale bez formální příslušnosti k židovskému náboženství).
Jde o menší sídlo vesnického typu s dlouhodobě stagnující populací. K 31. prosinci 2014 zde žilo 582 lidí. Během roku 2014 populace klesla o 2,0 %.
| Rok            | 1948 | 1949 | 1961 | 1972 | 1983 | 1995 | 2001 | 2003 | 2004 | 2005 | 2006 | 2007 | 2008 | 2009 | 2010 | 2011 | 2012 | 2013 | 2014 |
| -------------- | ---- | ---- | ---- | ---- | ---- | ---- | ---- | ---- | ---- | ---- | ---- | ---- | ---- | ---- | ---- | ---- | ---- | ---- | ---- |
| Počet obyvatel | 484  | 415  | 640  | 656  | 806  | 817  | 716  | 711  | 710  | 700  | 689  | 679  | 704  | 614  | 622  | 599  | 602  | 594  | 582  |